# جيم كامبل (لاعب كرة قدم)
جيم كامبل (بالإنجليزية: Jim Campbell)‏ هو لاعب كرة قدم نيوزلندي، ولد في 1956 في نيوزيلندا. شارك مع منتخب نيوزيلندا لكرة القدم. أما مع النوادي، فقد لعب مع نادي بيتون ‏.